# Со Ингук
Со Ингук (кор. 서인국, англ. Seo In-guk; род. 23 октября 1987, Ульсан, Республика Корея) — южнокорейский актёр и певец. Начал свою музыкальную карьеру после победы на шоу талантов «Superstar K» в 2009 году. Сделал прорыв в актёрской карьере, снявшись в сериале «Вернуться в 1997» канала tvN.

## Ранняя жизнь и образование
В десять лет решил, что станет певцом, вдохновившись выступлениями корейского рок-музыканта Ким Чжон Мина. Выступал на семейных сборах и школьных мероприятиях. В возрасте 20 лет переехал в Сеул, чтобы осуществить свою мечту и стать певцом, несмотря на возражения отца. 
Со Ингук продолжал изучать музыку на курсах Applied Music в Daebul University (ныне Университет Сехан), а также проходил прослушивания в различных звукозаписывающих агентствах, таких как JYP Entertainment и DSP Media, но безуспешно. После неоднократных отказов и рекомендаций похудеть, он некоторое время боролся с булимией.
Позже Со Ингук поступил в Киберуниверситет Кён Хи на факультет информатики и коммуникаций. Он также получил степень магистра исполнительских искусств в Университете Донгук и степень магистра практической музыки (композиции) в университете Пэксок.

## Карьера

### 2009—2011: «Superstar K» и музыкальные релизы.
В 2009 году Со Ингук стал победителем в первом сезоне шоу талантов от Mnet «Superstar K». 27 октября 2009 года он выпустил свой дебютный мини-альбом «Calling» с одноименным лид-синглом, написанным Бан Ши Хёком, который в день выхода занял первое место на нескольких музыкальных сайтах. В том же году Со Ингук подписал контракт с Jellyfish Entertainment и получил награду «Новичок года среди мужчин» на премии Cyworld Digital Music Awards 2009. 
В мае 2010 года Со Ингук выпустил свой первый сингл-альбом «Just Beginning», с заглавным синглом «I Love U». Он предпринял попытку сняться в музыкальном клипе для своего сингла, однако позже описал свой первый актерский опыт как «неловкий», сказав: «Я почувствовал, как у меня онемели руки и ноги». Альбом достиг седьмой строчки в альбомном чарте Gaon, в то время как сингл достиг своего пика заняв второе место в цифровом чарте Gaon. Три месяца спустя было выпущено переиздание альбома под названием «My Baby U». После того, как Со Ингук потерял более 15 кг с момента своего дебюта благодаря строгой диете и физическим упражнениям; изменения в его внешности вызвали слухи о пластической операции.
В 2011 году, изменив свое звучание, Со Ингук выпустил сингл «Broken», включающий хореографию в его исполнении, а также летний танцевальный трек «Shake It Up», для которого он написал текст. Несмотря на успешный дебют, он, как сообщается, получил «холодный прием» от трех основных Корейских общественных сетей, поскольку был звездой кабельного телевидения.
В 2012 году Со Ингук снялся в музыкальном проигрывателе «Gwanghwamun Love Song», а также осуществил экранный дебют с ролью второго плана в телесериале «Дождь Любви» (KBS). Он также подписал договор с японским агентством Irving Entertainment и получил ведущую роль на канале tvN в дораме «Ответ 1997». Со Ингук сыграл молодого парня с неразделённой любовью. Роль оказалась очень успешной. В этом же году Со Ингук записал два сингла для звуковой дорожки (дует с Джон Ён Чжи), один из которых «All For You», стал одним из самых хорошо продаваемых синглов года на Gaon Single Chart. Чуть позже, он появился в дораме «The Sons» (MBC), более известной как «Rascal Sons».

### 2012: Актёрский дебют и «Вернуться в 1997»
В 2012 году Со был частью актерского состава музыкального автомата «Gwanghwamun Love Song» и дебютировал на экране в роли второго плана в сериале от KBS «Дождь любви». По словам Со, его роль появилась в то время, когда он испытывал беспокойство по поводу жизни артиста и певца, и подпитала его желание стать актером. Позже в том же году он получил свою первую главную роль в популярной драме кабельного канала tvN о ностальгических 90-х – «Вернуться в 1997». То, как Со изобразил подростка, безответно влюбленного в свою лучшую подругу детства, получило высокую оценку как зрителей, так и критиков. Рёнхап похвалило: «Трудно поверить, что он новичок, исходя из его игры, управлению репликами и выражению эмоций». В качестве саундтрека к дораме Со записал два дуэта с Чон Ын Чжи, сыгравшей одну из главных ролей. Первый дуэт - «All For You», ремейк песни группы Cool, возглавил еженедельный и ежемесячный музыкальные чарты и стал одним из самых продаваемых синглов года в цифровом чарте Gaon. В том же году сингл также получил награду за лучшее исполнение OST на Melon Music Awards и Mnet Asian Music Awards. В том же году Со появился в драме выходного дня канала MBC «Сыновья» (также известной как «Сыновья-негодники»), а также подписал контракт с японским агентством Irving Entertainment.

### 2013—2015: Дебют в Японии, варьете-шоу и возвращение к актёрской карьере
С января по июнь 2013 года Со участвовал в реалити-шоу «Я живу один». Он вернулся на музыкальную сцену в апреле 2013 года с синглом «With Laughter or with Tears», первой проникновенной балладой в его дискографии. Несколько недель спустя за этой песней последовал его японский дебют с выпуском сингла «Fly Away».
В июне 2013 года он получил роль в драматическом сериале «Повелитель солнца», написанном сёстрами Хон, где сыграл бывшего солдата, служившего в подразделении «Зайтун», который становится начальником службы безопасности, занимающейся охраной торговых центров. В октябре 2013 года он снялся в своей первой главной роли на большом экране в фильме «Не дыша», посвященном совершеннолетию, в котором рассказывается о двух соперниках по плаванию, вместе с Ли Чон Соком и Квон Юри. Затем он сыграл двойную роль в пятисерийном мини-сериале «Другое расставание» о мужчине и женщине, которые встречаются в последний момент своей жизни и проводят вместе один особенный день.
В 2014 году Со выпустил свой первый японский альбом под названием «Everlasting», в который вошли его ранее выпущенные синглы «Fly Away» и «We Can Dance Tonight». В альбом также вошел новый трек под названием «Everlasting Love», состоящий в общей сложности из 12 треков. Альбом дебютировал на девятой строчке ежедневного чарта Oricon. Позже он получил награду «3 лучших новых исполнителя (Азия)» на премии Japan Gold Disc Awards.
После отмены показа боевика-нуара «Дикая собака», который должен был стать вторым появлением Со на большом экране, он получил главную роль в кабельном романтическом комедийном сериале «Король старшей школы», в котором сыграл старшеклассника и звездного хоккеиста, ведущего двойную жизнь, будучи вынужденным взять на себя обязанности старшего брата, работающего руководителем в IT-компании. Позже в том же году Со снялся в своей первой исторической драме «Лицо короля», сыграв незаконнорожденного наследного принца Кванхэ, который становится соперником своего отца, короля Сонджо, в политике и любви.
В 2015 году Со присоединился к актёрскому составу варьете-шоу SBS «Закон джунглей», которое проходило с марта по май в Индокитае. Затем он получил роль гениального профайлера в полицейском процедурно-романтическом сериале «Привет, монстр!», премьера которого состоялась в июне 2015 года на канале KBS2.

### 2016—н.в.: Признание, возвращение к музыке и возрождение
В 2016 году Со во второй раз присоединился к «Закону джунглей» в сезоне, который проходил в Монголии. Он также снялся в драме OCN «38-я опергруппа», сыграв профессионального мошенника. Со назвал эту роль поворотным моментом в своей актерской карьере и получил положительные отзывы в прессе за легкость перевоплощения в нескольких персонажей. Работа стала самой рейтинговой драмой канала, а Со получил специальную награду за свою роль на 11-й Азиатской конференции телевизионных драм. Затем он сыграл главную роль в романтической комедии канала MBC «Король шоппинга Луи», сыграв роль страдающего амнезией наследника чеболя с детской невинностью. За свою игру Со был удостоен награды «За выдающиеся достижения» на MBC Drama Awards 2016.
4 августа 2017 года было подтверждено, что контракт Со с Jellyfish Entertainment истек и что он не будет его продлевать. 7 августа было объявлено, что Со подписал контракт с компанией BS Company.
В 2018 году Со снялся в мистической мелодраме «И миллион звёзд падёт с небес» («Улыбка застывшая в твоих глазах»), ремейке японского телесериала 2002 года. Эта работа воссоединила Со с режиссером Ю Чжэ Воном, с которым он ранее работал в сериале «Король старшей школы». Со изначально планировал взять эту роль, но после многочисленных обсуждений с режиссером Ю решил присоединиться к проекту окончательно. Несмотря на низкие рейтинги драмы, выступление Со получило положительные отзывы прессы. The Straits Times написали: «Это роль, которая может легко превратиться в жутковатую или самодовольную, но Со удается сохранять тонкое равновесие». Со должен был сниматься в фильме «Папа для пересадки», но ушел из проекта в 2020 году после того, как производство было приостановлено.
В мае 2021 года Сео вернулся на малый экран с фантастической романтической драмой «Однажды разрушение постучалось в мою дверь» в роли персонификации разрушения. В том же месяце, спустя восемь лет, он вернулся на большой экран в комедийно-криминальном фильме Ю Ха «Дерзкое ограбление» в качестве эксперта по бурению, участвующего в краже нефти. Режиссер Ю сказал о кастинге Со: «Я был очарован, когда увидел его в первый раз. [...] Его лицо демонстрировало такой разный потенциал». В декабре 2021 года Со подписал контракт с AER Music.
14 июня 2022 года Со выпустил свой новый сингл-альбом «Love&Love» с заглавным синглом «My Love» с участием Рави, который стал его первым релизом за пять лет. Тизер музыкального клипа был опубликован 9 июня 2022 года на YouTube. В том же году он сыграл профайлера, ставшего шаманом, в драме KBS2 «Минамдан: Заметки по делу» вместе с О Ён Со. 14 июня было объявлено, что 30 июля в Yes24 Live Hall состоится встреча поклонников Со «Heart & Love». 6 декабря В 2022 году Со выпустил сингл «Fallen», первый сингл за шесть месяцев. Затем Со снялся в боевике Ким Хон Сона «Корабль в Пусан» в роли преступника вместе с Чан Дон Юном, Чхве Гви Хва и Сон Дон Илем.
В 2023 году Со сыграл главную роль в оригинальном телесериале от TVING «Игра смерти».

## Личная жизнь

### Освобождение от воинской службы
В феврале 2017 года было объявлено, что Со получил официальные данные о своем призыве на военную службу, который должен был состояться 28 марта. Ранее, начиная с марта 2015 года, он дважды откладывал свой призыв, объясняя это состоянием здоровья. Ни средства массовой информации, ни его управляющая компания не сообщили, проходил ли он лечение, но прошел медосмотр для зачисления в армию.
Сообщалось, что он спокойно пройдет обязательную двухлетнюю военную службу, не привлекая внимания СМИ. Вместо этого Со решил выпустить музыкальное видео на песню собственного сочинения «Better Together» для своих поклонников. Видео было опубликовано на YouTube 26 марта 2017 года. Однако из-за перелома лодыжки Со был освобожден от призыва на военную службу через четыре дня после поступления и назначен на повторное медицинское обследование. Его агентство опубликовало результаты, согласно которым у Со был диагностирован рассекающий остеохондрит — заболевание суставов. Ему была присвоена оценка состояния здоровья 5-й степени, и, следовательно, он был освобожден от призыва.

## Фильмография

### Телесериалы
| Год  | Название                                                            | Роль                                       | Канал |
| ---- | ------------------------------------------------------------------- | ------------------------------------------ | ----- |
| 2012 | «Дождь Любви»                                                       | Ким Чан Мо (1970) / Ким Чон Соль (2012)    | KBS2  |
| 2012 | «Вернуться в 1997»                                                  | Ён Ён Чжэ                                  | tvN   |
| 2012 | «Сыновья»                                                           | Ё Сон Ги                                   | MBC   |
| 2013 | «Повелитель Солнца»                                                 | Кан У                                      | SBS   |
| 2013 | «Вернуться в 1994»                                                  | Ён Ён Чжэ (камео, эпизод № 16, № 17, № 21) | tvN   |
| 2014 | «Король Старшей Школы»                                              | Ли Мин Сок / Ли Хён Сок                    | tvN   |
| 2014 | «Лицо Короля»                                                       | Принц Гванхэ                               | KBS2  |
| 2015 | «Привет, монстр!»                                                   | Ли Хён / Дэвид Ли                          | KBS2  |
| 2015 | «Мой призрак»                                                       | Эдвард (камео, эпизод № 16)                | tvN   |
| 2015 | «Она была красивой»                                                 | камео, эпизод № 9                          | MBC   |
| 2016 | «38 Опергруппа»                                                     | Ян Чжо До                                  | OCN   |
| 2016 | «Король шоппинга Луи»                                               | Луи / Кван Чже Сон                         | MBC   |
| 2018 | «И миллион звёзд падёт с небес» («Улыбка застывшая в твоих глазах») | Ким Му Ён                                  | TBN   |
| 2019 | «Бездна»                                                            | Инопланетянин «Мрачный жнец»               | tvN   |
| 2021 | «Навиллера» («Словно бабочка»)                                      | Хван Хи                                    | tvN   |
| 2021 | «Однажды разрушение постучалось в двери моего дома»                 | Мёль Ман / Ким Сарам                       | tvN   |
| 2022 | «Минамдан: Заметки по делу» («Кафе Минамдан»)                       | Нам Хан Джун                               | KBS2  |

### Веб-дорамы
| Год  | Название             | Роль              | Канал              |
| ---- | -------------------- | ----------------- | ------------------ |
| 2014 | «Другое Расставание» | Ан Ён Мо          | Dramacube, YouTube |
| 2022 | «Саундтрек №1»       | Джей Джун (камео) | Disney+            |
| 2023 | «Игра смерти»        | Чхве И Джэ        | TVING              |

### Фильмы
| Год  | Название                                      | Роль              |
| ---- | --------------------------------------------- | ----------------- |
| 2014 | «Не Дыша»                                     | Чжо Вон Иль       |
| 2016 | «Мне Нравится Та Сумасшедшая Маленькая Вещь»  | Ян Мин Зи (камео) |
| 2021 | «Дерзкое ограбление»                          | Пин Доль          |
| 2022 | «Корабль в Пусан» («Проект «Охота на волков») | Пак Чон Ду        |

### Разные шоу
| Год  | Название                     | Канал | Заметки                           |
| ---- | ---------------------------- | ----- | --------------------------------- |
| 2011 | «Ох, Моя Школа»              | KBS2  | Гость, эпизод № 24-№ 26           |
| 2011 | «Пойдем! ДримТим 2 сезон»    | KBS2  | Гость, эпизод № 84, № 96, № 97    |
| 2012 | «Пойдем! ДримТим 2 сезон»    | KBS2  | Гость, эпизод № 110, № 116, № 120 |
| 2013 | «Я Живу Один»                | MBC   | Участник Актерского Состава       |
| 2013 | «Мамма Мия»                  | KBS2  | Гость, эпизод № 7, № 32           |
| 2013 | «Счастливы Вместе»           | KBS2  | Гость, эпизод № 291, № 323        |
| 2014 | «Счастливы Вместе»           | KBS2  | Гость, эпизод № 374               |
| 2014 | «Бегущий Человек»            | SBS   | Гость, эпизод № 184               |
| 2015 | «Счастливы Вместе»           | KBS2  | Гость, эпизод № 402               |
| 2015 | «Закон Джунглей в Индокитае» | SBS   | Участник Актерского Состава       |
| 2015 | «Мари и Я»                   | JTBC  | Участник Актерского Состава       |
| 2016 | «Закон Джунглей в Монголии»  | SBS   | Участник Актерского Состава       |

### Видеоклипы
| Год  | Название                                 | Артист     | Видео           |
| ---- | ---------------------------------------- | ---------- | --------------- |
| 2012 | «Please Don’t…»                          | K.Will     | StarshipTV      |
| 2013 | «Would You?»                             | Swings     | Brand New Music |
| 2013 | «Pick Up the Phone»                      | Phone      | 1theK           |
| 2014 | «Another Parting»                        | Melody Day | 1theK           |
| 2024 | «There's No Break Up Song That Suits Me» | K.Will     |                 |

### Музыкальный театр
| Год       | Название              | Роль         |
| --------- | --------------------- | ------------ |
| 2012      | Gwanghwamun Love Song | Хён У        |
| 2023–2024 | Monte Cristo          | Эдмон Дантес |

## Дискография

### Корейская дискография
Мини-альбомы
«Callin» / «부른다» (2009)
«Just Beginning» (2010)
«애기야» (2010)
«Perfect Fit» (2012)
«With Laughter or with Tears» (2013)
Синглы
«Run to Me» (2009)
«Take» (2010)
«Broken» (2011)
«Shake It Up» (2011)
«I Can’t Live Bacause of you» (2013)
«With Laughter or with Tears» (2013)
«Mellow Spring (BOMTANABA)» (2014)
«Seasons of the Heart» (2016)

### Японская дискография
Студийный альбом
«Everlasting» (2014)
Мини-альбомы
«Hug» (2014)
Синглы
«Fly Away» (2013)
«We can Dance Tonight» (2013)
Лучший Альбом
«Last Song» (2015)

## Награды и номинации
| Награда                      | Год  | Категория                                                      | Работа/Номинант                                                | Результат |
| ---------------------------- | ---- | -------------------------------------------------------------- | -------------------------------------------------------------- | --------- |
| APAN Star Awards             | 2012 | Восходящая звезда                                              | «Вернуться в 1997»                                             | Победа    |
| APAN Star Awards             | 2012 | Лучшая пара                                                    | Со Ингук совместно с Чон Ын Джи «Вернуться в 1997»             | Победа    |
| APAN Star Awards             | 2012 | Лучший OST                                                     | «All for You» совместно с Чон Ын Джи                           | Победа    |
| Asia Artist Awards           | 2022 | Награда лучшему артисту — актёр                                | Со Ингук                                                       | Победа    |
| Asian TV Drama Conference    | 2016 | Специальная награда, актёр                                     | Со Ингук                                                       | Победа    |
| Пэксан                       | 2013 | Лучший новый актёр — телевидение                               | «Вернуться в 1997»                                             | Номинация |
| Пэксан                       | 2016 | Наиболее популярный актёр (ТВ)                                 | «Привет, Монстр!»                                              | Номинация |
| Пэксан                       | 2017 | Наиболее популярный актёр (ТВ)                                 | «Король шоппинга Луи»                                          | Номинация |
| Пэксан                       | 2023 | Лучший новый актёр — кино                                      | «Корабль в Пусан»                                              | Номинация |
| Голубой дракон               | 2022 | Лучший новый актёр                                             | «Корабль в Пусан»                                              | Номинация |
| Cyworld Digital Music Awards | 2009 | Лучший новичок года среди мужчин                               | «Calling»                                                      | Победа    |
| Gaon Chart K-Pop Awards      | 2013 | Песня года (сентябрь)                                          | «All for You» совместно с Чон Ын Джи                           | Победа    |
| Gaon Chart K-Pop Awards      | 2014 | Песня года (декабрь)                                           | «Loved You» совместно с Zia                                    | Победа    |
| Japan Gold Disc Awards       | 2014 | Три лучших новых артиста (Азия)                                | альбом «Everlasting»                                           | Победа    |
| KBS Drama Awards             | 2012 | Лучший новый актёр                                             | «Дождь любви»                                                  | Номинация |
| KBS Drama Awards             | 2014 | Награда за достижения, актер в драме средней продолжительности | «Лицо короля»                                                  | Номинация |
| KBS Drama Awards             | 2014 | Лучший новый актёр                                             | «Лицо короля»                                                  | Победа    |
| KBS Drama Awards             | 2014 | Награда нетизенов, актёр                                       | «Лицо короля»                                                  | Номинация |
| KBS Drama Awards             | 2014 | Лучшая пара                                                    | Со Ингук совместно с Чо Юн-Хи «Лицо короля»                    | Номинация |
| KBS Drama Awards             | 2015 | Высшая награда за достижения, актёр                            | «Привет, Монстр!»                                              | Номинация |
| KBS Drama Awards             | 2015 | Награда нетизенов, актёр                                       | «Привет, Монстр!»                                              | Номинация |
| KBS Drama Awards             | 2015 | Лучшая пара                                                    | Со Ингук совместно с Чан На-ра «Привет, Монстр!»               | Номинация |
| KBS Drama Awards             | 2022 | Высшая награда за достижения, актёр                            | «Минамдан: Заметки по делу»                                    | Номинация |
| KBS Drama Awards             | 2022 | Награда за достижения, актер в мини-сериале                    | «Минамдан: Заметки по делу»                                    | Номинация |
| KBS Drama Awards             | 2022 | Лучшая пара                                                    | Со Ингук совместно с О Ён Со «Минамдан: Заметки по делу»       | Победа    |
| Korea Drama Awards           | 2012 | Лучший новый актёр                                             | «Дождь любви»                                                  | Победа    |
| Korea Drama Awards           | 2012 | Лучшая пара                                                    | Со Ингук совместно с Чон Ын Джи «Вернуться в 1997»             | Победа    |
| Korea Drama Awards           | 2014 | Награда за достижения, актер                                   | «Король старшей школы»                                         | Номинация |
| Korea Drama Awards           | 2015 | Награда за достижения, актер                                   | «Привет, Монстр!»                                              | Номинация |
| MBC Drama Awards             | 2012 | Лучший новый актёр                                             | «Сыновья»                                                      | Номинация |
| MBC Drama Awards             | 2016 | Гран-при (Дэсан)                                               | «Король шоппинга Луи»                                          | Номинация |
| MBC Drama Awards             | 2016 | Награда за достижения, актер в мини-сериале                    | «Король шоппинга Луи»                                          | Победа    |
| MBC Drama Awards             | 2016 | Лучшая пара                                                    | Со Ингук совместно с Нам Джи Хён «Король шоппинга Луи»         | Номинация |
| Melon Music Awards           | 2012 | Лучший OST                                                     | «All for You» совместно с Чон Ын Джи                           | Победа    |
| Mnet Asian Music Awards      | 2010 | Лучший новый артист среди мужчин                               | «I Love You»                                                   | Номинация |
| Mnet Asian Music Awards      | 2012 | Лучший OST                                                     | «All for You» совместно с Чон Ын Джи                           | Победа    |
| Mnet Asian Music Awards      | 2014 | Лучшая коллаборация                                            | «Loved You» совместно с Zia                                    | Номинация |
| SBS Drama Awards             | 2013 | Премия «Новая звезда»                                          | «Повелитель солнца»                                            | Победа    |
| Soompi Awards                | 2019 | Актёр года                                                     | «И миллион звёзд падёт с небес»                                | Номинация |
| Soompi Awards                | 2019 | Лучшая пара                                                    | Со Ингук совместно с Чон Сомин «И миллион звёзд падёт с небес» | Номинация |
| Style Icon Awards            | 2012 | Top 10 Style Icons                                             | Со Ингук                                                       | Победа    |
| Style Icon Awards            | 2014 | Top 10 Style Icons                                             | Со Ингук                                                       | Номинация |
| tvN10 Awards                 | 2016 | Made in tvN Actor (Drama)                                      | «Вернуться в 1997»                                             | Победа    |
| tvN10 Awards                 | 2016 | Лучший поцелуй                                                 | Со Ингук совместно с Чон Ын Джи «Вернуться в 1997»             | Победа    |